# Ismaïl Adham
Ismaïl Ahmad Adham (en arabe : إسماعيل أحمد أدهم), né le 13 janvier 1911 à Alexandrie en Égypte et mort en se suicidant par noyade dans la mer Méditerranée le 23 juillet 1940, était un écrivain égyptien. Diplômé à Moscou en 1931, il était l'un des rares écrivains athées à défendre l'athéisme dans le monde arabe. Il publia son manifeste le plus connu Pourquoi suis-je un athée ? et reçut de nombreuses réactions de la part d'écrivains théistes. Il fit une dépression alors qu'il lisait Schopenhauer et Kierkegaard, et se suicida. Son cadavre fut retrouvé dans la mer Méditerranée en juillet 1940, avec un mot pour la police dans sa poche. Adham expliqua qu'il détestait la vie et qu'il ne voulait pas que son cadavre fût enterré mais brûlé.